# Englische Cricket-Nationalmannschaft in Irland in der Saison 2025
Die Tour der englischen Cricket-Nationalmannschaft nach Irland in der Saison 2025 findet vom 17. bis zum 21. September 2025 statt. Die internationale Cricket-Tour ist Bestandteil der Internationalen Cricket-Saison 2025 und umfasst drei ODIs.

## Vorgeschichte
England bestritt zuvor eine Tour gegen Südafrika, Irland gegen den West Indies. Das letzte Aufeinandertreffen der beiden Mannschaften bei einer Tour fand in der Saison 2023 in England statt.

## Stadion
Das folgende Stadion wurde für die Tour als Austragungsort bestimmt.
| Stadion                      | Stadt  | Kapazität | Spiele    |
| ---------------------------- | ------ | --------- | --------- |
| Malahide Cricket Club Ground | Dublin | 11.500    | 1.–3. ODI |

## Kaderlisten
England benannte seine Kader am 15. August 2025.
| ODI    | ODI |
| Irland | England |
| ------ | --- |
|        | - Jacob Bethell (K) - Rehan Ahmed - Sonny Baker - Tom Banton (wk) - Jos Buttler (wk) - Liam Dawson - Tom Hartley - Will Jacks - Saqib Mahmood - Jamie Overton - Matthew Potts - Adil Rashid - Phil Salt (wk) - Luke Wood |

## One-Day Internationals

### Erstes ODI in Dublin
| 17. September Scorecard | Dublin (Malahide) | Irland | – | England |
|                         |                   |        |   |         |

### Zweites ODI in Dublin
| 19. September Scorecard | Dublin (Malahide) | Irland | – | England |
|                         |                   |        |   |         |

### Drittes ODI in Dublin
| 21. September Scorecard | Dublin (Malahide) | Irland | – | England |
|                         |                   |        |   |         |

## Auszeichnungen

### Player of the Series
Als Player of the Series wurden der folgende Spieler ausgezeichnet.
| Serie | Player of the Series |
| ----- | -------------------- |
| ODI   |                      |

### Player of the Match
Als Player of the Match wurden die folgenden Spieler ausgezeichnet.
| Spiel  | Player of the Match |
| ------ | ------------------- |
| 1. ODI |                     |
| 2. ODI |                     |
| 3. ODI |                     |